# Акжар (Тарбагатайский район)
Акжар (каз. Ақжар) — село в Восточно-Казахстанской области Казахстана, центр Тарбагатайского района. Код КАТО — 635833100.

## География
Находится примерно в 69 км к востоку от бывшего районного центра, села Аксуат, и в 410 км к юго-западу от города Усть-Каменогорска, на южном склоне Зайсанской котловины, на берегу реки Кандысу. Ближайшая железнодорожная станция — Жангизтобе (302 км).

## История
С 17 января 1928 по 25 октября 1957, с 11 июля 1959 по 2 января 1963 и с 31 декабря 1964 по 23 мая 1997 годы село являлось административным центром Тарбагатайского района.
С 4 мая 2022 года вновь является административным центром Тарбагатайского района.

## Население
В 1999 году население села составляло 8182 человека (4162 мужчины и 4020 женщин). По данным переписи 2009 года в селе проживало 6396 человек (3189 мужчин и 3207 женщин).